# Holy Ghost SC
Der Holy Ghost Sporting Club ist ein 2009 gegründeter botswanischer Fußballverein aus der Stadt Mmopane. Aktuell spielt der Verein in der zweithöchsten Liga des Landes, der Botswana First Division.

## Erfolge
- Botswana First Division (South): 2021/22  ▲

## Stadion
Seine Heimspiele trägt der Verein im  Lobatse Stadium in Lobatse aus. Das Stadion hat ein Fassungsvermögen von 22.000 Personen.

## Saisonplatzierung
| Saison  | Liga                            | Level                                        | Teams                                        | Platz                                        |
| ------- | ------------------------------- | -------------------------------------------- | -------------------------------------------- | -------------------------------------------- |
| 2019/20 | Botswana First Division (South) | 2                                            | 12                                           | 6.                                           |
| 2020/21 | Botswana First Division (South) | Keine Austragung wegen der COVID-19-Pandemie | Keine Austragung wegen der COVID-19-Pandemie | Keine Austragung wegen der COVID-19-Pandemie |
| 2021/22 | Botswana First Division (South) | 2                                            | 12                                           | 1. ▲                                         |
| 2022/23 | Botswana Premier League         | 1                                            | 16                                           | 13.                                          |
| 2023/24 | Botswana Premier League         | 1                                            | 16                                           | 16. ▼                                        |